# 金城碧海
金城 碧海（日语：／ Kinjou Sukai，2000年5月6日—）日本偶像藝人，出身於大阪府，為日本男子偶像團體JO1的成員。所屬經紀公司為LAPONE娱乐。在2019年的實境選秀節目「PRODUCE 101 JAPAN」中以第10名的成績成為團體JO1成員。

## 經歷
2019年，參加選秀節目PRODUCE 101 JAPAN，為決賽前20名練習生中，唯一一個評價為F班的成員，在最終決賽時以第十名的成績確定出道，成為JO1的成員。2020年2月4日，《周刊文春》电子版刊登了金城疑似饮酒的照片（在日本，未成年人禁止饮酒），所属事务所承认了照片的真实性并表示是团体结成之前的行为，金城亦有反省该行为。團體在2020年3月4日發行出道單曲，正式展開活動。
2021年10月9日，JO1官網發布公告，表示金城被診斷患上適應障害，將暫停活動行程，並接受治療，團隊暫時以十人體制活動。
2022年2月14日，JO1官網發布公告，表示金城已經身心康復，將再次展開團隊活動。金城本人亦拍攝了回歸影片，表示今後將以11人團隊重新開始。

## 演出作品

### 電視節目
- PRODUCE 101 JAPAN（2019年9月26日 - 12月12日、TBS（仅初回、最終回）、GYAO!）

### 戲劇
- Drop 剽悍少年（2023年6月2日 - 8月4日、WOWOW） - 飾演 MASATO[8]

### 電影
- OUT（2023年11月17日上映、KADOKAWA） - 飾演 澤村良[9]

### 網路節目
- 青春方程式Girl's Type「若葉マーク」（2022年3月4日配信、Amazon Prime Video）- 飾演 田所岬[10]
- 逃走中 Battle Royal（2022年11月15日配信、Netflix）- 全4集。

## 外部連結
- JO1官方網站的個人資料 （页面存档备份，存于）
- PRODUCE 101 JAPAN官方網站的個人資料 （页面存档备份，存于）